# Haploclastus tenebrosus
Haploclastus tenebrosus är en spindelart som beskrevs av Gravely 1935. Haploclastus tenebrosus ingår i släktet Haploclastus och familjen fågelspindlar. Inga underarter finns listade i Catalogue of Life.